# Gordonia (organizace)
Gordonia (hebrejsky גורדוניה‎) bylo sionistické mládežnické hnutí v 1. polovině 20. století.
Vzniklo koncem roku 1923 v Haliči. Z původních malých skupin se rychle vyvinulo v celosvětovou organizaci. Jméno získalo podle sionistického teoretika Aharona Davida Gordona. Oficiálně byl ale tento název přijat až na konferenci v Gdaňsku roku 1928. Plným jménem zněl: Histadrut ha-no'ar ha-amamit ha-chaluzit Gordonia (Federace národního průkopnického mládí Gordonia). První členové Gordonie pocházeli z okruhu hnutí Hitachdut a ha-Šomer ha-ca'ir. Cílem hnutí bylo budovat židovskou domovinu, provést obrodu hebrejštiny a uplatnit v praxi poučky o samostatné židovské práci. Na rozdíl od hnutí ha-Šomer ha-ca'ir, které mělo záběr především mezi studenty a intelektuály, se Gordonia snažila oslovit židovský proletariát, zemědělce a řemeslníky. Dařilo se jí získat stoupence i mezi Židy zklamanými z marxismu.
Hnutí z polské Haliče šířilo do okolních zemí, do zbytku Polska, Rumunska a také do USA. V době druhé světové války mělo celkem téměř 40 000 členů. Okolo roku 1929 se rovněž první členové Gordonie začali usazovat v tehdejší mandátní Palestině, kam dorazili krátce po arabských nepokojích v roce 1929. Zpočátku pobývali v osadě Chadera, pak se začali organizovat do malých kolektivů, které postupně zakládaly vlastní vesnice. Centrálou Gordonie v mandátní Palestině byla osada Chulda, kterou členové hnutí obnovili a z níž si udělali své středisko. Díky iniciativě členů Gordonie vznikly židovské vesnice Kfar ha-Choreš, Masada, Nir Am, Ma'ale ha-Chamiša, Chanita atd. Další aktivisté Gordonie posilovali populaci existujících osad jako Deganija Alef, Deganija Bet, Geva nebo Ginegar. V roce 1933 se mnohé z nich spojily do střechové osadnické organizace Chever ha-kvucot.
Ve 30. letech 20. století se s Gordonií sloučilo skautské hnutí Makabi ha-ca'ir, které se rozvíjelo zejména v Německu a Československu. Členové Makabi ha-ca'ir rovněž přicházeli do mandátní Palestiny a zakládali zde osady jako Kfar ha-Makabi a Ma'ajan Cvi. Členové Gordonie se v Polsku za války angažovali v odboji. Ve Varšavě tehdy fungovalo ilegální vedení organizace.
V roce 1945 se Gordonia sloučila s částí hnutí Machanot ha-olim, čímž vzniklo mládežnické hnutí ha-Tnu'a ha-me'uchedet, plným názvem ha-Tnu'a ha-klalit šel ha-no'ar ha-lomed (Všeobecné hnutí studujícího mládí). To později spoluvytvořilo dodnes fungující mládežnickou organizaci ha-No'ar ha-oved ve-ha-lomed.
Mezi členy Gordonie byli mnozí významní politici a veřejní činitelé státu Izrael, například pozdější ministr obrany Izraele Pinchas Lavon.